# Kalé
Alan Kaleb Ballón Alfaro (San Martín de Porres, 9 de abril de 1983), conocido artísticamente como Kalé, es un cantante y compositor peruano. También llamado por los apelativos de «la Evolución» y «el Mr. Party», es considerado por diferentes medios como el intérprete de reguetón más importante de su país, así como uno de los pioneros que expandieron el género en América del Sur.
Comenzó su carrera musical en 1998 como parte de la banda de reguetón underground 3MC Boom, destacando por canciones como «Bellaqueo» y «Reggaetoneando». Posteriormente, emprendió una carrera como solista con lanzamientos como el mixtape Undercavernícola, Vol. 1 (2012) y el álbum recopilatorio Fusión latina urbana (2014). Su reconocimiento se consolidó con el éxito de sus canciones «Casa sola», «Dígame usted, señorita» y «Pegaíto», logrando posicionarse en las listas de éxitos radiales.
Durante 2015, también destacó como uno de los músicos más buscados en Google en Perú, siendo el único peruano incluido en la lista. En 2016, firmó con el sello discográfico Sony Music Perú, mediante el cual publicó los sencillos «La más suelta» y «Piden reggaetón», una colaboración con Trébol Clan y Jowell. Posteriormente, en 2018, firmó con Fantasy Records, donde lanzó «Falso amor», «Traviesa» con Don Chezina y «Bailoteo» con Trébol Clan y DJ Joe.

## Biografía

### Primeros años, inicios en la música y 3MC Boom (hasta 2009)

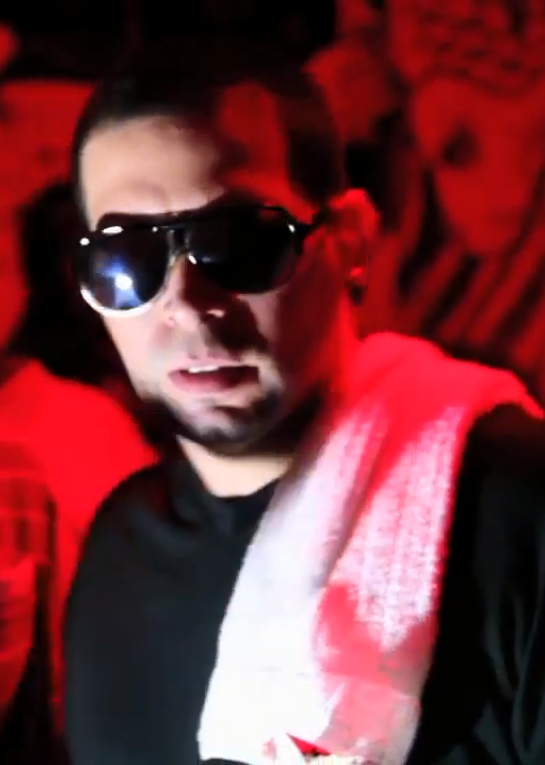
Kalé cita a Don Chezina como una de sus principales influencias, a quien imitó en sus inicios y posteriormente invitó a colaborar en su sencillo «Traviesa».

Kalé, cuyo nombre real es Alan Kaleb Ballón Alfaro, nació en el distrito limeño de San Martín de Porres, el 9 de abril de 1983. Su interés por el reguetón surgió al escuchar el casete DJ Playero Live de DJ Playero, donde descubrió a Don Chezina, a quien considera una de sus mayores influencias. Inicialmente, bajo el seudónimo de Cheziboy, Kalé ofrecía presentaciones imitando a dicho artista.
En 1998, formó la agrupación de reguetón underground 3MC Boom, donde grabó su primera canción, «Mi potencia», que alcanzó el primer lugar en Okey Radio. El grupo lanzó otros temas notables como «Reggaetoneando» y «Bellaqueo», logrando reconocimiento a nivel internacional en países vecinos. Radio La Zona considera estas dos últimas canciones entre los «5 clásicos del reguetón con sello peruano». 3MC Boom fue galardonado dos veces como el «mejor grupo de reguetón del año» por emisoras locales.
Un hecho destacado en los inicios de Kalé fue cuando, a sus 17 años, 3MC Boom compartió escenario con Daddy Yankee y Tego Calderón en el Estadio de la Universidad Nacional Mayor de San Marcos, siendo este su primer concierto en un estadio. En 2009, Kalé también incursionó en la actuación, coprotagonizando la miniserie Radio Pueblo, emitida por América Televisión. En marzo de ese mismo año, 3MC Boom participó como uno de los artistas invitados en la gira Yo Soy Música del cantante puertorriqueño Cheka.

### Primeros proyectos y consolidación como solista (2010-2016)
Tras desintegrarse 3MC Boom, inició una carrera como solista. En noviembre de 2013 lanzó el mixtape titulado Undercavernícola, vol. 1. Aunque inicialmente consideró esta producción como su último proyecto debido a las dificultades de ser músico en Perú, asegura que la vida le brindó nuevas oportunidades. En diciembre de 2014, presentó su primer álbum recopilatorio Fusión latina urbana, que incluye temas de reguetón con ritmos tropicales, además de canciones que grabó en 3MC Boom. Este álbum contó con colaboraciones en sencillos como «El reggaetón de la quinceañera» con DJ Peligro,  «La chelita» con el grupo Chepapu, y «Mojadita» con la modelo brasileña Paloma Fuiza y DJ Tavo.
A inicios de 2014, lanzó el sencillo «Casa sola» junto al productor peruano DJ Bryanflow, una nueva versión masterizada del tema incluido en su mixtape. Aunque la canción recibió críticas por sus letras sexistas, dicha canción consiguió un éxito notable en las emisoras de radio, discotecas y plataformas digitales a nivel local y en países vecinos, llegando a ser incluida por América Televisión en su lista de las canciones más bailadas de 2014. En marzo de 2015, estrenó «Dígame usted, señorita», su primera canción con el productor puertorriqueño DJ Joe y también una remasterización de su mixtape, logrando un reconocimiento similar a su anterior sencillo. En agosto del mismo año, se lanzó un remix de «Dígame usted, señorita» con la participación de Franco el Gorila y Trébol Clan, bajo la producción de DJ Joe y DJ Blass.
En julio de 2015, Kalé colaboró con Mario Hart en el remix de «Yo no fui», donde también participaron Yamal & George y Mia Mont, bajo la producción de Ed the Producer y el sello discográfico Milenial Records. La canción contó con un videoclip estrenado en agosto del mismo año y alcanzó el primer puesto en la cadena mexicana Ritmoson Latino, así como la quinta posición en la lista Hot 100 Perú. A finales de 2015, fue incluido como uno de los músicos más buscados en Google en Perú, siendo el único peruano de la lista. En marzo de 2016, publicó su sencillo «Pegaíto», producido por Ed the Producer y masterizado por Chris Gehringer bajo el mismo sello, consiguiendo éxito en las plataformas digitales e ingresando en la lista de éxitos radiales de la Unión Peruana de Productores Fonográficos durante 2016.

### Sony Music, Fantasy Records y carrera inependiente (desde 2016)
En diciembre de 2016, Kalé firmó un contrato con el sello discográfico Sony Music Perú.  Su primer sencillo con la disquera, «La más suelta», se estrenó en abril de 2017, acompañado de un videoclip grabado en el cerro San Cristóbal. En abril de 2018, lanzó su segundo y último sencillo con Sony, «Piden reggaetón», en colaboración de Trébol Clan y Jowell. A finales de ese mes, participó en el Festival Barrio Latino en Lima. En mayo de 2018, inició una gira por México y en junio participó en el remix de «Ni me miras», junto a Yamal y Leslie Shaw. En noviembre de 2018, firmó con Fantasy Records, lanzando su primer sencillo con el sello, «Falso amor», en diciembre de ese año, mientras que su videoclip fue estrenado en enero del año siguiente.
En septiembre de 2019, lanzó el sencillo «Traviesa» con la colaboración del cantante estadounidense Don Chezina, que contó con la producción de DJ Joe y DJ Peligro. En mayo de 2020 colaboró en el álbum de Los Rem Stone, Los famositos del vecindario, en el tema «Empuja». Durante julio de 2021, en el marco de la conmemoración del Bicentenario de la Independencia del Perú, colaboró en la canción «El bicentenario» de Arturo Barrientos, donde realizó una aparición en el segmento urbano junto a otros artistas invitados. Asimismo, participó como uno de los compositores del tema «Arriba Perú» de Daniela Darcourt, Eva Ayllón, Renata Flores y Tony Succar, canción que recibió una nominación en los Premios Luces en la categoría «hit del año».
En septiembre de 2021, Kalé lanzó la colaboración «24K» junto a Istar Jans, exintegrante de 3MC Boom, rememorando su etapa en la agrupación. Posteriormente, participó como telonero del Halloween Old School, llevado a cabo en octubre de 2021, y del Año Nuevo Old School, llevado a cabo en enero de 2022, ambos conciertos del dúo puertorriqueño R.K.M. & Ken-Y. Durante 2022, también realizó un cameo en la película de comedia romántica ¿Nos casamos? Sí, mi amor y lanzó los sencillos «Bellaqueo 3000» en febrero y «Reggaetoneando» en marzo, como remakes de sus canciones antiguas.
En abril de 2022, publicó «Bailoteo», sencillo promocional con la colaboración de Trébol Clan y la producción de DJ Joe y Wisdom, el cual fue promocionado en el programa cómico JB en ATV y a través de una gira musical denominada Bailoteo Tour. En noviembre de ese año, contribuyó en la preparación de la línea de accesorios del cantante John Kelvin. En octubre de 2023, colaboró en el álbum Kittyponeo de la cantante mexicana Bellakath, realizando un remix de la canción «Quiero fumar», tema que posteriormente interpretaron en vivo en el Coca-Cola Flow Fest durante una de sus giras por México.

## Discografía

### Mixtapes
| Título                   | Detalles del mixtape                                                                                      |
| ------------------------ | --- |
| Undercavernícola, vol. 1 | - Publicación: 2 de noviembre de 2013 - Discográfica: Tama Records - Formato: Descarga digital, streaming |

### Álbumes recopilatorios
| Título               | Detalles del álbum                                                                      |
| -------------------- | --------------------------------------------------------------------------------------- |
| Fusión latina urbana | - Publicación: 2014 - Discográfica: Tama Records - Formato: Descarga digital, streaming |

### Sencillos

#### Como artista principal
| Título                                                                        | Año  | Mejor posición en listas | Álbum                |
| Título                                                                        | Año  | PER                      | Álbum                |
| ----------------------------------------------------------------------------- | ---- | ------------------------ | -------------------- |
| «Bellaqueo»                                                                   | 2002 | —                        | Fusión latina urbana |
| «Reggaetoneando»                                                              | 2002 | —                        | Fusión latina urbana |
| «El reggaetón de la quinceañera» (con DJ Peligro)                             | 2010 | —                        | Fusión latina urbana |
| «Quiero fumar»                                                                | 2011 | —                        | Fusión latina urbana |
| «La chelita» (con Chepapu)                                                    | 2012 | —                        | Fusión latina urbana |
| «Rumba pachanga»                                                              | 2013 | —                        | Fusión latina urbana |
| «El parrandero»                                                               | 2013 | —                        | Fusión latina urbana |
| «Mojadita» (Paloma Fiuza, DJ Tavo y Kalé)                                     | 2014 | —                        | Fusión latina urbana |
| «Casa sola»                                                                   | 2015 | —                        | Sin álbum            |
| «Dígame usted, señorita»                                                      | 2015 | —                        | Sin álbum            |
| «Dígame usted, señorita (remix mundial)» (con Trébol Clan y Franco el Gorila) | 2015 | —                        | Sin álbum            |
| «Pegaíto»                                                                     | 2016 | 99                       | Sin álbum            |
| «La más suelta»                                                               | 2017 | —                        | Sin álbum            |
| «Piden reggaetón» (con Trébol Clan y Jowell)                                  | 2018 | —                        | Sin álbum            |
| «Falso amor»                                                                  | 2019 | —                        | Sin álbum            |
| «Traviesa» (con Don Chezina)                                                  | 2019 | —                        | Sin álbum            |
| «El baile prohibido» (DJ Bekman y Kalé)                                       | 2021 | —                        | Sin álbum            |
| «Bellaqueo 3000»                                                              | 2022 | —                        | Sin álbum            |
| «Reggaetoneando (remake)»                                                     | 2022 | —                        | Sin álbum            |
| «Bailoteo» (Kalé, Trébol Clan y DJ Joe)                                       | 2022 | —                        | Sin álbum            |
| «Me vale 3V» (DJ Yelkrab, DJ Esli y Kalé)                                     | 2022 | —                        | Sin álbum            |
| «Bellaqueo 2.0» (DJ Bekman y Kalé)                                            | 2022 |                          | Sin álbum            |
| «Dígame usted, señorita» (Mauricio Mesones y Kalé)                            | 2022 | —                        | Sin álbum            |
| «Ziky» (Kalé, DJ Joe y Wisdom)                                                | 2023 | —                        | Sin álbum            |
| «Tal para cual (remix)» (Mario Hart, Kalé y Jota Benz con Handa)              | 2023 | —                        | Sin álbum            |
| «Quiero fumar (remix)» (Bellakath y Kalé)                                     | 2023 |                          | Sin álbum            |
| «Pa' darte» (DJ Raulito, Young Eiby y Kalé)                                   | 2024 | —                        | Sin álbum            |
| «Undercavernícola (Perreo lorcho)»                                            | 2024 | —                        | Sin álbum            |

#### Como artista invitado
| Título | Año  | Mejor posición en listas | Álbum                        |
| Título | Año  | PER                      | Álbum                        |
| --- | ---- | ------------------------ | ---------------------------- |
| «Tu hombre ideal» (Rumbavana con Kalé) | 2009 | —                        | Pa' que lo goces con ganas   |
| «Empuja» (Los Rem Stone con Kalé) | 2009 | —                        | Los famositos del vecindario |
| «Quiero fumar» (JQ the #1 Contender con Kalé) | 2011 | —                        | Los himnos                   |
| «Quiero fumar (remix)» (JQ the #1 Contender con Prynce el Armamento, Pacho & Cirilo, Polakan, Gastam, Klaze & Eztylo, Yan el Diverso, el Bird y Kalé) | 2013 | —                        | Los himnos                   |
| «Casa sola» (DJ Bryanflow con Kalé) | 2014 | —                        | Sin álbum                    |
| «Yo no fui (remix)» (Mario Hart con Kalé, Mia Mont y Yamal & George)                                                                                  | 2015 | 4                        | Sin álbum                    |
| «Ni me miras (remix)» (Yamal con Kalé y Leslie Shaw)                                                                                                  | 2018 | —                        | Sin álbum                    |
| «Canción de amor (remix)» (Franda con Kalé) | 2019 | —                        | Sin álbum                    |
| «El matador (remix)» (Los Rem Stone con Kalé y Razta el Taita)                                                                                        | 2020 | —                        | Sin álbum                    |
| «El kuliflán» (DJ Niar con Kalé) | 2021 | —                        | Sin álbum                    |
| «El bicentenario» (Arturo Barrientos con varios artistas)                                                                                             | 2021 | —                        | Sin álbum                    |
| «24K» (Istar Jans con Kalé) | 2021 | —                        | Sin álbum                    |
| «Turbo» (de DJ Yelkrab, DJ Bryan Kingz y Riko Mix con Kalé)                                                                                           | 2021 | —                        | Sin álbum                    |
| «Veo veo (remix)» (de George Mayer con Kalé) | 2022 | —                        | Sin álbum                    |
| «Bailoteo» (Rowell Urban con Kalé) | 2023 |                          | Sin álbum                    |

### Otros créditos
| Título                 | Año  | Artista                                                   | Álbum                 | Crédito(s)        |
| ---------------------- | ---- | --------------------------------------------------------- | --------------------- | ----------------- |
| «Mi potencia»          | 1998 | 3MC Boom                                                  | Reggaetoneando: el CD | Voz y composición |
| «Mi chula»             | 2002 | 3MC Boom                                                  | Reggaetoneando: el CD | Voz y composición |
| «Diskotequero»         | 2004 | 3MC Boom                                                  | Reggaetoneando: el CD | Voz y composición |
| «Chaca chaca»          | 2004 | 3MC Boom                                                  | Reggaetoneando: el CD | Voz y composición |
| «Gata bellaquera»      | 2004 | 3MC Boom                                                  | Reggaetoneando: el CD | Voz y composición |
| «Cuéntale a él»        | 2004 | 3MC Boom                                                  | Reggaetoneando: el CD | Voz y composición |
| «Mala gata»            | 2004 | 3MC Boom                                                  | Reggaetoneando: el CD | Voz y composición |
| «Provócame»            | 2004 | 3MC Boom                                                  | Reggaetoneando: el CD | Voz y composición |
| «¿Quién es tu perro?»  | 2004 | 3MC Boom                                                  | Reggaetoneando: el CD | Voz y composición |
| «Perú baila reggaetón» | 2004 | 3MC Boom                                                  | Reggaetoneando: el CD | Voz y composición |
| «Reggaetonic»          | 2004 | 3MC Boom                                                  | Reggaetoneando: el CD | Voz y composición |
| «Habla, socio»         | 2005 | 3MC Boom                                                  | Reggaetoneando: el CD | Voz y composición |
| «La colita»            | 2005 | 3MC Boom                                                  | Reggaetoneando: el CD | Voz y composición |
| «Quieres culeo»        | 2005 | 3MC Boom                                                  | Reggaetoneando: el CD | Voz y composición |
| «Perréala»             | 2006 | 3MC Boom                                                  | Sin álbum             | Voz y composición |
| «Tu pesadilla»         | 2006 | 3MC Boom                                                  | Sin álbum             | Voz y composición |
| «Se marihuanea»        | 2008 | 3MC Boom                                                  | Sin álbum             | Voz y composición |
| «El animal»            | 2008 | 3MC Boom                                                  | Sin álbum             | Voz y composición |
| «Punza»                | 2008 | 3MC Boom                                                  | Sin álbum             | Voz y composición |
| «Machetéala»           | 2009 | 3MC Boom                                                  | Sin álbum             | Voz y composición |
| «Coqueta»              | 2010 | DJ Peligro                                                | Sin álbum             | Voz adicional     |
| «Arriba Perú»          | 2021 | Daniela Darcourt, Eva Ayllón, Renata Flores y Tony Succar | Sin álbum             | Composición       |

## Filmografía
- 2022: ¿Nos casamos? Sí mi amor[65]

## Premios y nominaciones
| Premiación          | Año  | Categoría                   | Nominación a                          | Resultado | Ref.            |
| ------------------- | ---- | --------------------------- | ------------------------------------- | --------- | --------------- |
| Ranking La Zona     | 2014 | Canción del año             | «Casa sola» (con DJ Bryanflow)        | Ganador   | [ 100 ]         |
| Premios Moda        | 2014 | Disco Moda del año          | «Casa sola»                           | Nominado  | [ 101 ]         |
| Premios Moda        | 2014 | Mejor canción hecha en Perú | «Casa sola»                           | Ganador   | [ 102 ] [ 103 ] |
| Premios Moda        | 2015 | Mejor canción hecha en Perú | «Dígame usted, señorita»              | Ganador   | [ 104 ]         |
| Premios Moda        | 2016 | Disco Moda del año          | «Pegaíto»                             | Nominado  | [ 105 ] [ 106 ] |
| Premios Moda        | 2016 | Mejor canción hecha en Perú | «Pegaíto»                             | Nominado  | [ 107 ] [ 106 ] |
| Premios Moda        | 2022 | Disco Moda del año          | «Bailoteo» (con Trébol Clan y DJ Joe) | Nominado  | [ 108 ]         |
| Premios Moda Verano | 2015 | Disco Moda del verano       | «Casa sola»                           | Nominado  | [ 109 ]         |
| Premios Moda Verano | 2016 | Disco Moda del verano       | «Dígame usted, señorita»              | Nominado  | [ 110 ]         |

### Otros reconocimientos
En febrero de 2018, recibió un reconocimiento en honor a su «dedicación en la música nacional», otorgado por la Asociación Peruana de Autores y Compositores en su sexagesimosexto aniversario.